# Друца
Друца (рум. Druţa) — село в Рышканском районе Молдавии. Наряду с селом Почумбены входит в состав коммуны Почумбены.

## География
Село расположено на высоте 136 метров над уровнем моря.

## Население
По данным переписи населения 2004 года, в селе Друца проживает 446 человек (213 мужчины, 233 женщины).
Этнический состав села:
| Национальность | Число жителей | Процентный состав |
| -------------- | ------------- | ----------------- |
| молдаване      | 438           | 98.21             |
| румыны         | 5             | 1.12              |
| русские        | 2             | 0.45              |
| украинцы       | 1             | 0.22              |
| Всего          | 446           | 100%              |